# 大倉裕真
大倉 裕真（おおくら ゆうま、1995年9月18日 - ）は、日本の俳優。京都府出身。身長178cm。かつて、スターダストプロモーションに所属していた。

## 人物
子供のころ、少年野球をやっていた。

## 出演

### 映画
- 0からの風（2007年）尾崎克哉 役
- ブタがいた教室（2008年）太田雄馬 役
- 告白（2010年）阿部翔太 役
- 金星（2011年）佐々木俊 役
- KANO 1931海の向こうの甲子園（2014年）小里初雄 役

### テレビドラマ
- 東京少女福永マリカ（2008年12月、BS-TBS）
- 「なにわ人情コメディ 横丁へよ〜こちょ!」（2006年、ABC）

### ミュージカル
- 星の王子さま（2007年）王子 役

### インターネットドラマ
- GORGEOUS! 僕のエンジェル（2006年）